# Ems-Chemie
Die Ems-Chemie ist eine Schweizer Unternehmensgruppe mit Sitz in Domat/Ems im Kanton Graubünden, deren Gesellschaften in der «Ems-Chemie Holding» zusammengefasst sind. Diese ist die einzige zum Konsolidierungskreis gehörende kotierte Gesellschaft und ist an der SIX Swiss Exchange kotiert. Zum 31. Dezember 2013 betrug die Börsenkapitalisierung 7,4 Mrd. Schweizer Franken. Hauptaktionäre sind die «Emesta Holding AG» mit 60,82 % und Miriam Blocher mit 8,89 %. Die Ems-Chemie gehört zu den 500 grössten Unternehmen in der Schweiz.

## Organisation
Die Ems-Chemie ist in 22 Ländern vertreten und produziert an 26 Produktionsstandorten in 16 Ländern mit dem Hauptstandort in Domat/Ems. 2013 lag der Produktionsschwerpunkt der Gruppe in Europa (Schweiz 46,2 %, Deutschland 12,2 %), gefolgt von den USA (9,2 %) und Asien (China 7,3 %, Japan 6,6 %). Die grössten Absatzmärkte der Gruppe sind Deutschland (21,9 %), China (14,0 %) und die USA (11,9 %).
Die Ems-Gruppe ist in die Geschäftsbereiche Hochleistungspolymere (Ems-Grivory und Ems-Eftec) mit einem Umsatz von 1,6 Mrd. CHF und Spezialchemie (Ems-Griltec und Ems-Patvag) mit einem Umsatz von 0,3 Mrd. CHF gegliedert. Ems-Eftec bietet für die Fahrzeugindustrie Anlagen und Materialien in den Bereichen Kleben (der Karosserieteile), Dichten (Schweissnähte), Dämpfen (Vibrationen des Bleches) und Schützen (Plastisole für die Karosserie) an. Ems-Grivory produziert Hochleistungspolymere, die als Granulate an die Kunden ausgeliefert werden. Aus diesen Hochleistungspolymeren stellen die Kunden Kunststoffteile her die z. B. im Automobilbau, in Handycovers, als Displayfenster, LEDs, Verpackungen, Babyflaschen, Brillen etc. benutzt werden. Ems-Griltech stellt Schmelzkleber her (z. B. für Bekleidung, Automobilelektronik, Verpackungen, Verbundwerkstoffe) sowie Trenn- und Klebegarne für die Textilindustrie, Fasern für Pressfilze (z. B. Papiermaschinenfilze), Pulverlacke (z. B. Glas-, Alufassaden, Maschinen, Geräte, Heizkörper), die hitze-, UV- und kältebeständig sind. Ems-Patvag entwickelt und produziert Anzünder (z. B. Airbags, Gurtstraffer) für Sicherheitssysteme im Automobilbereich.

## Geschichte

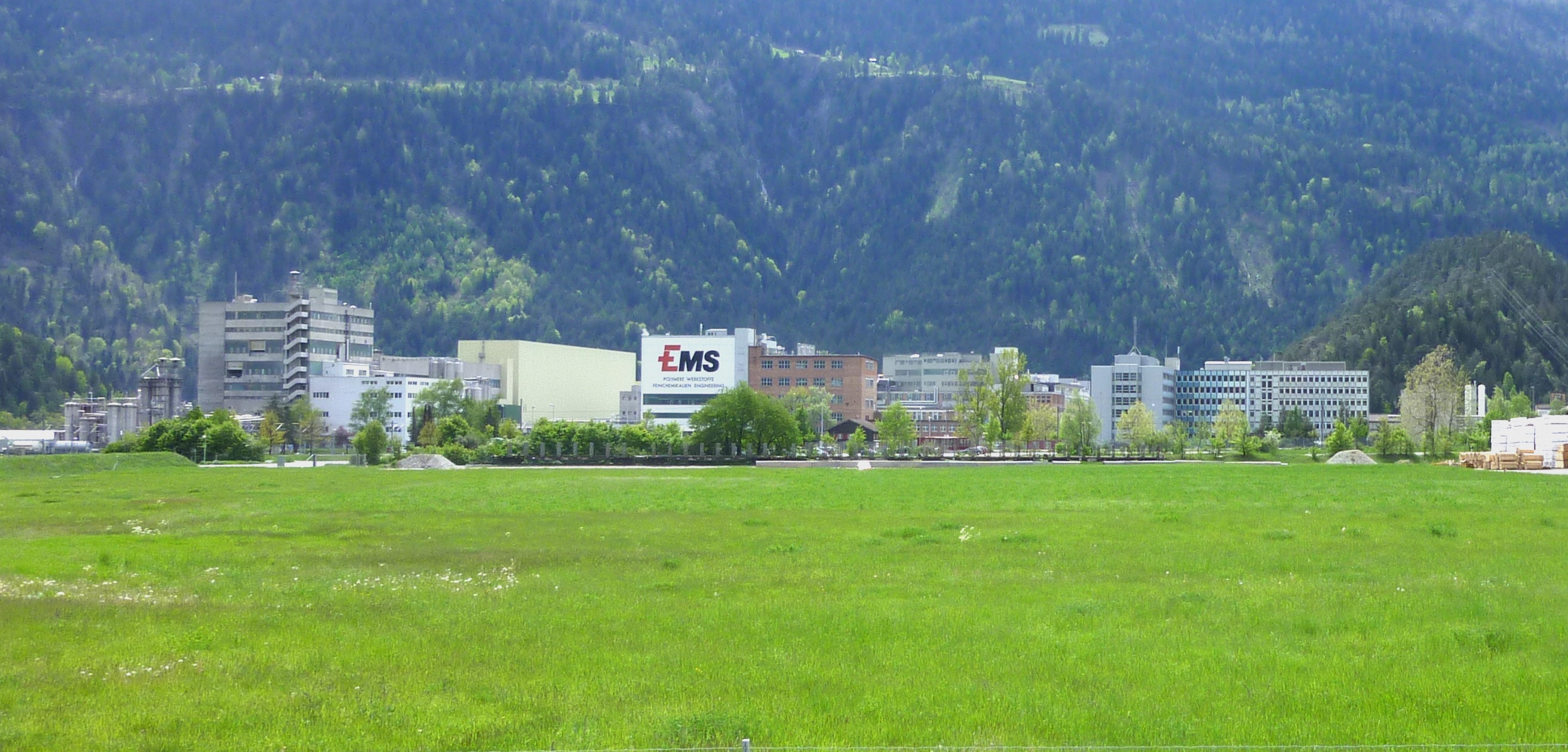
Fabrikanlagen

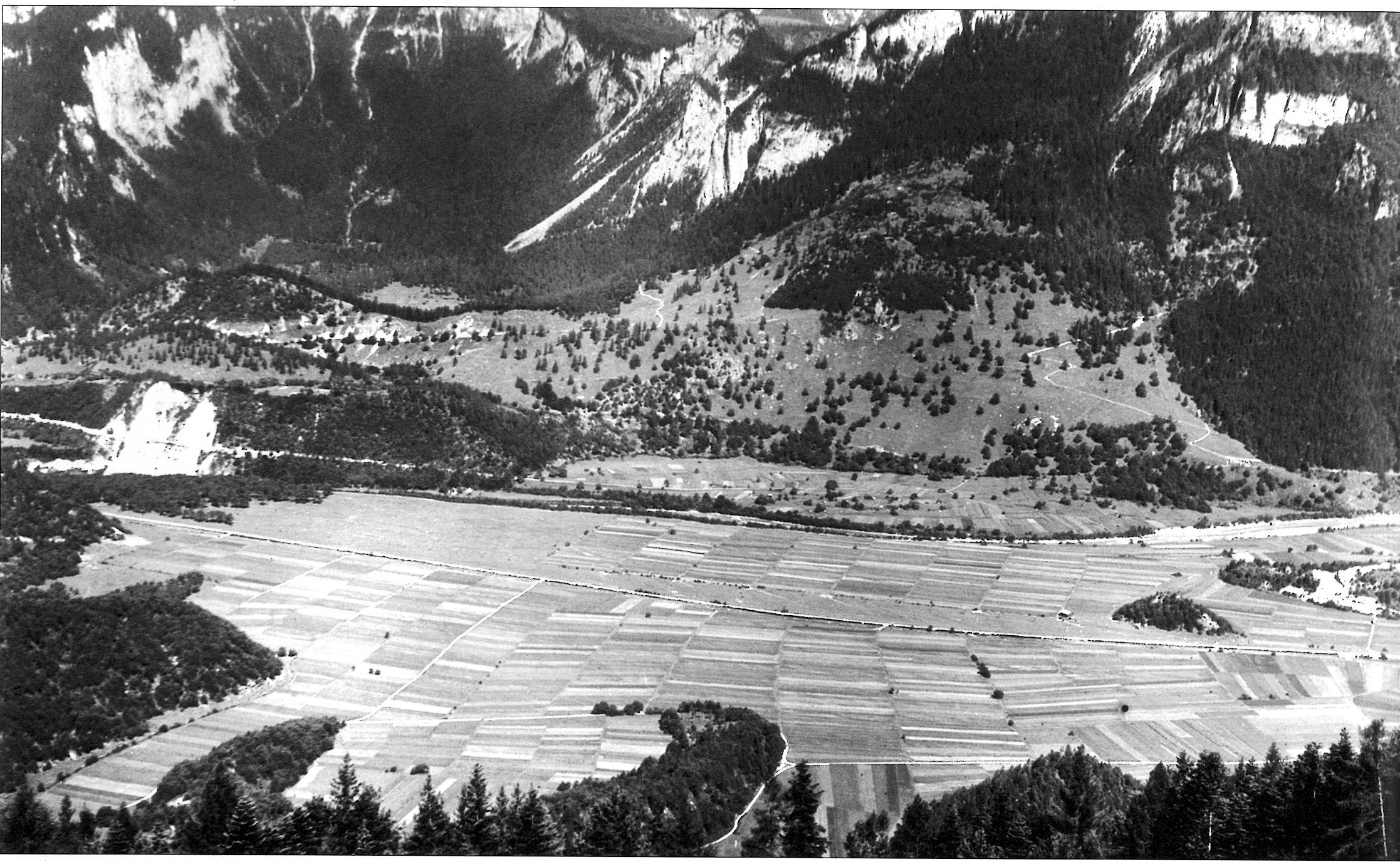
Emser Ebene um 1920. Links stehen heute die Werke der Ems-Chemie

### Die Gründung der Hovag
1936 gründete der Agraringenieur Werner Oswald die «Holzverzuckerungs AG» («Hovag») mit Sitz in Zürich, um mit dem Scholler-Verfahren in Domat/Ems aus Holz Ethanol u. a. als Treibstoffzusatz für Motorfahrzeuge zu produzieren. Am 23. August 1940 genehmigte der Schweizer Bundesrat zunächst die Produktion von 20'000 hl Sprit und sicherte dessen Übernahme zu den Gestehungskosten zu. Dieser wurde dem Benzin zugemischt und die höheren Kosten durch die Bundeskasse ausgeglichen. Aufgrund der Rohstoffverknappung während des Zweiten Weltkrieges wurde am 24. März 1941 ein Vertrag mit Liefer- und Abnahmeverpflichtung über 98'200 Tonnen Treibstoff unter Zahlung der Gestehungskosten (inkl. Rückstellungen und Tilgung der staatlichen Arbeitsbeschaffungsbeiträge) bis zum 31. März 1955 abgeschlossen. Auf diese Weise wurde bis Ende des Zweiten Weltkriegs 30 % des Treibstoffbedarfs in der Schweiz gedeckt. Treibende Kraft bei diesen Verträgen war nebst Werner Oswald der Bündner Lokalpolitiker und Jurist Gion Bistgaun Capaul, der von 1935 bis 1941 als Regierungsrat und später im Verwaltungsrat der Emser Werke (Patvag AG) tätig war. Am 25. Juni 1942 wurde ein weiterer Liefervertrag von jährlich 2000 Tonnen Futterhefe geschlossen, von denen aufgrund von Lieferengpässen nur insgesamt 2639 Tonnen geliefert wurden. 1944 bis 1947 investierte die Gesellschaft für Patente und Verwaltungen AG («Patvag AG»), eine Schwestergesellschaft der «Hovag», in Wasserkraftwerke, um deren Energiebedarf günstig zu sichern. 1948 begann die «Hovag» mit der Ammoniak-, 1949 mit der Harnstoffsynthese, in den frühen 1950er-Jahren mit der Produktion von Opalm, einem Brandkampfstoff wirksamer als Napalm, und gleichfalls in den 1950er-Jahren mit derjenigen von Caprolactam. aus welchem Polyamidkunststoffe und, von der Tochtergesellschaft «Fibron S.A.», Polyamidfasern (Markenname Grilon) hergestellt wurden. Darauf wurde die erste ausländische Verkaufsgesellschaft gegründet, die GRILON & Plastics Machinery Ltd. mit Sitz in Dover (UK). 1954 war die «Hovag» mit 1015 Mitarbeitern einer der grössten Arbeitgeber und verbrauchte etwa die Hälfte der elektrischen Energie des Kantons Graubünden. Als am 13. Mai 1956 in einer Volksabstimmung gegen die weitere Subventionierung der «Hovag» für die Jahre 1956 bis 1960 in Höhe von 28,3 Mio. Schweizer Franken gestimmt wurde, stellte diese die Äthylalkoholproduktion ein.
1947 wurde die «Inventa AG» für Forschung und Patentverwertung gegründet (später wurden darin Verfahrenstechnik und Anlagenbau zusammengefasst). Mitte der 1950er-Jahre baute «Inventa» weltweit über 300 Anlagen (117 in China) für Caprolactam, Kunststoffe und Synthesefasern.

### Die Jahre ab 1960
1960 wurde die «Hovag» in «Emser Werke AG» umbenannt. 1962 erfolgte die Gründung der Chemie Holding Ems AG, die am 17. Dezember 1962 erstmals an der Vorbörse Zürich kotiert war. In den 1960ern erweiterten die «Emser Werke AG» ihre Produktpalette laufend und gründeten unabhängige Tochtergesellschaften. So entstand 1963 die EMS Patvag für Zündsysteme. 1972 wurde Christoph Blocher, der 1969 als Werkstudent in die Rechtsabteilung eingetreten war, als Direktionsvorsitzender und Delegierter des Verwaltungsrates gewählt. 1978 wurden die verschiedenen Emser Gesellschaften unter dem Dach der Chemie Holding Ems AG vereint. Am 23. Februar 1979 starb der Gründer Werner Oswald mitten in einer Besprechung. Christoph Blocher leitete die Gesellschaft weiter, begann den Fokus auf die technischen Kunststoffe zu legen und änderte 1981 die Namen in «Ems Chemie Holding AG» und in «Ems Chemie AG».
1983 erhielt er von der Gründerfamilie Oswald den Auftrag, umgehend einen Käufer für die Aktien der «Ems Chemie Holding AG» zu finden. Blocher entschloss sich, selbst das Aktienpaket der Oswald-Familie zu übernehmen und hatte damit die Stimmenmehrheit an der Firma. In den folgenden Jahren expandierte die «Ems» weiter und übernahm mehrere andere Firmen. 1988 legte «Ems» den Fokus auf die drei Geschäftsbereiche polymere Werkstoffe, Feinchemikalien (EMS Dottikon) und Engineering.
Unter den neuen Produkten, die laufend entwickelt wurden, war 1991 ein hochsteifes Polyamid. Ein Jahr darauf feierte die «Ems» den 50. Geburtstag der Produktionsaufnahme. 1997 ging der Geschäftsbereich «Ems Togo» ein Joint Venture mit H.B. Fuller Automotive USA ein. Diese traten neu unter dem Namen «Eftec» auf. Drei Jahre später gab es zwischen «Eftec» und der tschechischen Firma D-Plast ein Joint Venture, um den zentral- und osteuropäischen Markt zu erschliessen.
2000 wurden die vier selbständigen Unternehmensbereiche «Ems Grivory» (technische Thermoplaste), «Ems Griltec» (technische Fasern und Klebstoffe), «Ems Primid» (Duroplaste), «Ems Services» (zentrale Dienste Werkplatz Domat/Ems) gegliedert. Im Jahr darauf trat Blochers älteste Tochter Magdalena Martullo-Blocher in das Unternehmen ein. Anfang 2003 entschied die Familie Blocher, die «Ems» solle weiterhin eine börsenkotierte Publikumsgesellschaft bleiben und führte die Einheitsnamensaktien ein.
Am 10. Dezember 2003 wurde Christoph Blocher in den Bundesrat gewählt. Da ein Bundesrat keine wirtschaftlichen Verbindungen haben darf, gab er alle Funktionen bei der «Ems»-Gruppe ab und verkaufte seine Mehrheitsbeteiligung an der «Ems Chemie-Holding AG» per 30. Dezember 2003 an seine vier Kinder. Seine Tochter Magdalena übernahm am 1. Januar 2004 als Vizepräsidentin und Delegierte des Verwaltungsrats die Gruppenleitung. Im selben Jahr wurde «Ems Grivory» in die selbständigen Bereiche «Ems GrivoryEuropa», «Ems Grivory America», «Ems Grivory Asia» aufgegliedert.
2005 wurde die von Blochers Sohn Markus geführte «Ems Dottikon» abgespalten und als eigenständiges Unternehmen an die Börse gebracht. Die drei Schwestern überliessen ihre Aktienanteile ihrem Bruder und erhielten im Gegenzug seine Anteile an der «Emesta Holding AG». Damit hielten die drei Schwestern die Aktienmehrheit der «Ems-Chemie Holding».
Im Folgejahr wurde am Rand des Werkareals das Biomassekraftwerk (Holzschnitzelkraftwerk) «Tegra» der AXPO in Betrieb genommen, mit dessen Wärmeversorgung der CO2 Ausstoss am Werkplatz Domat/Ems bis 2009 um 80 % gesenkt wurde.
2007 reduzierte Miriam Blocher ihre Beteiligung an der «Ems-Chemie Holding», die Mehrheit war nun im Besitz von Magdalena Martullo-Blocher und Rahel Blocher. «Ems Togo» übernahm sämtliche Joint Venture-Anteile von H.B. Fuller und änderte den Namen in «Ems Eftec». Im selben Jahr bekamen die Spezialpolymere von «Ems Grivory» die Trinkwasserzulassung, wodurch neue Anwendungen im Sanitärbereich realisiert werden konnten. In den Folgejahren brachte «Ems» eine Reihe neuer Produkte auf den Markt und eröffnete weltweit neue Standorte und Produktionsstätten.
2010 verkaufte «Ems Eftec» den Bereich Aftermarket und konzentrierte sich fortan auf die Direktbelieferung. 2011 feierte EMS sein 75-jähriges Firmenjubiläum, zu diesem Anlass erschien Karl Lüönds Firmenbiografie „Erfolg als Auftrag. «Ems-Chemie».: Die Geschichte eines unmöglichen Unternehmens“. Auf dem Werkplatz Domat/Ems wird das höchste vollautomatische Hochregallager der Schweiz in Betrieb genommen, und EMS wird von General Motors und Bosch zum Lieferant des Jahres gewählt. Foxconn zeichnet EMS als strategischer Lieferant des Jahres aus. 2012 und 2013 erhält EMS von General Motors erneut die Auszeichnung Lieferant des Jahres.
Die Ems-Chemie war 2023 laut der amerikanischen Yale University eines von vier Schweizer Unternehmen, welche in Russland trotz dem Angriff auf die Ukraine "Business as Usual" betreiben.
Die EMS-Chemie war ursprünglich kritisch eingestellt gegenüber der Elektroauto-Industrie. Nach 2022 hatte die Geschäftsführerin Magdalena Martullo-Blocher jedoch eine andere Einstellung verzeichnet. Die EMS-Chemie rechnet mit einem zweistelligen Wachstum für high-performance-Kunststoffe in der chinesischen EV-Industrie und setzt sich daran diesen Markt zu versorgen. Wegen der Covid-19-Pandemie im Reich der Mitte musste die EMS-Chemie im letzten Quartal 2022 dort hohe Arbeitsverluste hinnehmen. Nach einem enttäuschenden Resultat im ersten Quartal 2023, wegen der schwächeren weltwirtschaftlichen Entwicklung, hofft das globale Unternehmen nun auf mehr Gewinn eher durch die positive, quantitative Entwicklung für chinesische Elektroautos als auf den Autobau in Deutschland.
Im ersten Halbjahr 2023 sackte der Gewinn der EMS Chemie weiter um 13.6 Prozent auf 247 Millionen Franken ab trotz Umsatzsteigerungen in Lokalwährungen in China und den USA. Diese Entwicklung ist vor allem auf den hohen Schweizer Frankenkurs zurückzuführen. Wie andere Schweizer Unternehmen im Exportbereich bringt der harte Schweizer Franken wesentliche Probleme mit sich und gefährdet die internationale Wettbewerbsfähigkeit der Schweizer Wirtschaft beträchtlich.

## Verkehrserschliessung

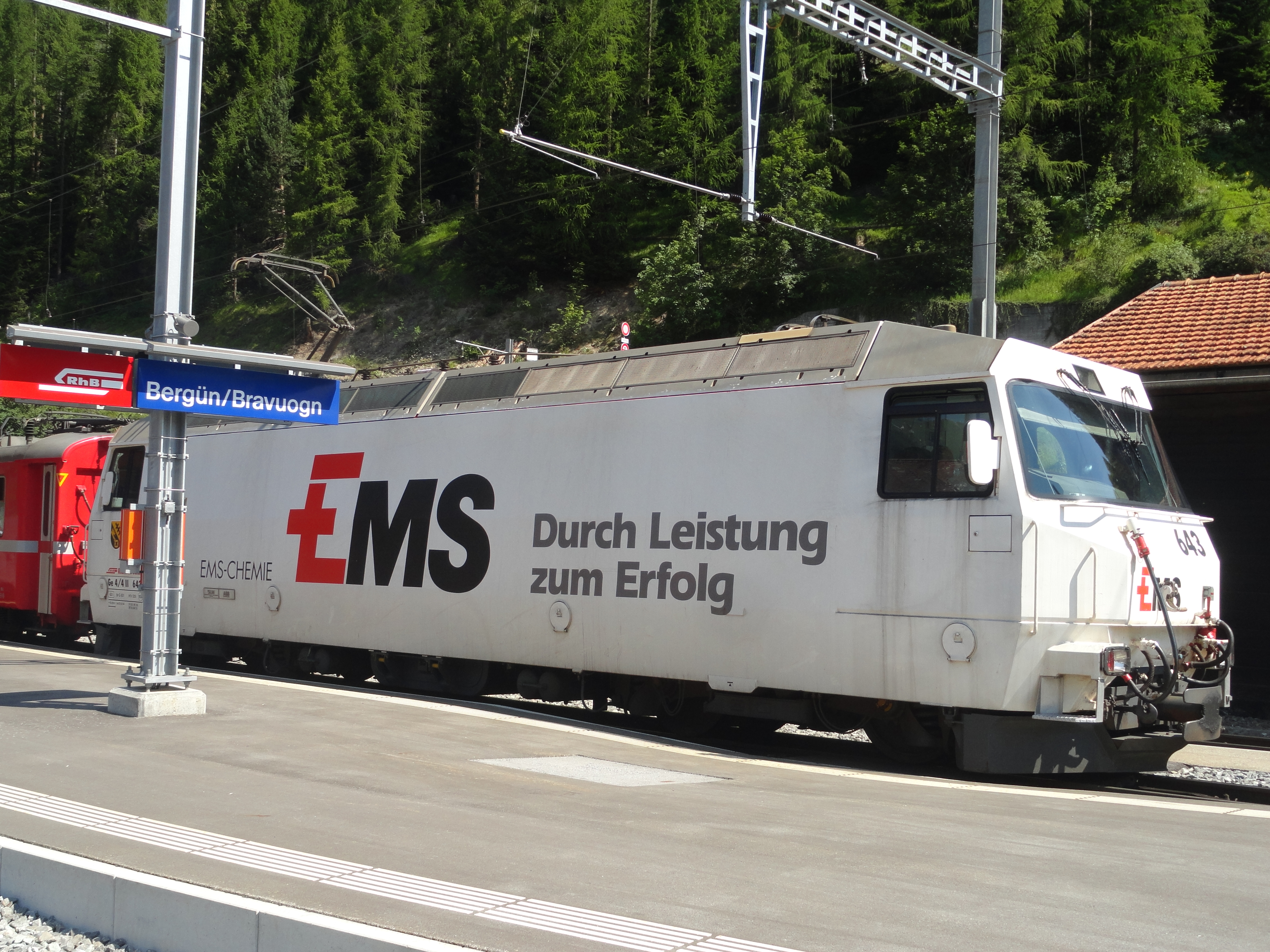
Rhätische Bahn: Eine Lok der Reihe Ge 4/4 III wirbt für die Ems-Chemie.

Zwischen Chur und Domat/Ems verläuft die schmalspurige Bahnstrecke Chur–Domat/Ems der Rhätischen Bahn (RhB), die seit Dezember 1959 ein Dreischienengleis aufweist. Somit können normalspurige Güterzüge das Areal der Ems-Chemie direkt erreichen. Es besteht ein Umschlagterminal für den kombinierten Verkehr mit 2 Gleisen (insgesamt 180 m).
Die RhB-Haltestelle Ems Werk bedient das Werkgelände direkt. Es bestehen Ideen, in Zukunft auch normalspurige Personenverkehrsleistungen bis Ems Werk einzuführen. Dazu müsste aber die gesamte Gleisanlage bis Ems Werk dreischienig ausgebaut werden. Eine Finanzierung für dieses Projekt liegt nicht vor.

## Filme
- Hansjürg Zumstein: Ems-Chemie – die verborgene Geschichte. Dunkle Helfer nach dem Zweiten Weltkrieg. SRF/DOK 2020, 51 min. (YouTube.)